# Тумусов, Федот Семёнович
Федот Семёнович Тумусов (род. 30 июня 1955 года в Верхневилюйском районе Якутской АССР) — российский политический и общественный деятель, депутат Государственной Думы Российской Федерации V, VI, VII и VIII созывов, доктор экономических наук, профессор.
Из-за поддержки российско-украинской войны — под санкциями 27 стран ЕС, Великобритании, США, Канады, Швейцарии, Австралии, Японии, Украины, Новой Зеландии.

## Биография
Родился 30 июня 1955 года в Верхневилюйском районе Якутской АССР. Образование высшее. Окончил Новосибирский инженерно-строительный институт и аспирантуру Российской Академии госслужбы при Президенте РФ. Доктор экономических наук, профессор. Академик Международной Академии инвестиций и экономики строительства. Заслуженный работник народного хозяйства Республики Саха (Якутия), почетный строитель Российской Федерации.
Свою трудовую деятельность начал после окончания института в 1979 году в городе Нерюнгри.
- 1979—1984 годы — инженер-экономист СУ-3 треста «Промстрой», старший экономист, заместитель начальника по экономике СУ-17.
- 1984—1987 годы — начальник Верхневилюйской передвижной мехколонны (ПМК) объединения «Якутагропромстрой».
- 1987—1989 годы — инструктор отдела строительства Якутского обкома КПСС.
- 1989—1992 годы — аспирант Академии общественных наук при ЦК КПСС (Российской Академии госслужбы при Президенте РФ).
- 1991—1993 годы — председатель Постоянной комиссии Верховного Совета Республики Саха (Якутия) по внедрению рыночных отношений и предпринимательства.
- 1993—2003 годы — президент финансово-промышленной группы САПИ.
- 2002—2007 годы — народный депутат, председатель постоянного комитета по энергетике, строительству и ЖКХ Госсобрания (Ил Тумэн) Республики Саха (Якутия).
- В 1993 году назначен президентом фонда САПИ и осуществил крупный инновационный проект по созданию рыночной структуры, ориентированной на реальную экономику. Под его руководством была создана первая в Якутии финансово-промышленная группа. Была налажена подготовка новых кадров для республики, осуществлены крупные интеллектуальные инвестиции и инновационные механизмы развития региона.
- В 1992 году защитил диссертацию на соискание ученой степени кандидата экономических наук, а в 1996 году — докторскую диссертацию на тему «Стратегия формирования и использования инвестиционного потенциала региона».
- Был трижды избран народным депутатом Республики Саха (Якутия). На президентских выборах 2001 году Федот Семенович стал вторым, одержав уверенную победу в 19-ти районах республики из 35.
- 2007—2011 годы — депутат фракции «Справедливая Россия» в Государственной Думе V созыва, член Комитета ГД по проблемам Севера и Дальнего Востока.
- 2011—2016 годы — депутат Государственной Думы РФ VI-го созыва, политическая партия «Справедливая Россия», член Бюро Президиума политического совета партии, председатель регионального отделения, председатель подкомитета по обращению лекарственных средств, развитию фармацевтической и медицинской промышленности комитета ГД РФ по охране здоровья.
- 18 сентября 2016 года избран депутатом Государственной Думы Российской Федерации VII созыва по 24 Якутскому одномандатному избирательному округу, Республика Саха (Якутия) (был выдвинут от партии «Справедливая Россия»).[1]

В сентябре 2021 года Федот Тумусов принял участие в выборах депутатов Государственной думы от партии «Справедливая Россия — За правду» по одномандатному избирательному округу № 24, в результате которых занял третье место с результатом 19,55 %, депутатом Госдумы от округа стал кандидат от КПРФ Петр Аммосов, за которого проголосовали 21,61 % избирателей. Тумусов был избран в Государственную думу VIII созыва по партийным спискам партии «Справедливой России — За правду».

## Законотворческая деятельность
С 2007 по 2021 год, в течение исполнения полномочий депутата Государственной Думы V, VI и VII созывов, выступил соавтором 272 законодательных инициатив и поправок к проектам федеральных законов.
10 марта 2020 года был единственным членом фракции «Справедливая Россия» в Государственной думе, который воздержался при голосовании по законопроекту о поправках к Конституции во втором чтении; 11 марта при голосовании по законопроекту в третьем чтении он проголосовал за его принятие.

## Международные санкции
Из-за поддержки российской агрессии и нарушения территориальной целостности Украины во время российско-украинской войны находится под персональными международными санкциями разных стран.
23 февраля 2022 года внесён в санкционные списки стран Евросоюза за действия и политику, которые подрывают территориальную целостность, суверенитет и независимость Украины и еще больше дестабилизируют Украину.
24 февраля 2022 года включён в санкционный список Канады «близких соратников режима» за голосование о признании независимости «так называемых республик в Донецке и Луганске».
24 марта 2022 года, на фоне вторжения России на Украину, включён в санкционный список США за «соучастие в войне Путина» и «поддержку усилий Кремля по вторжению в Украину», Госдеп США заявил что депутаты Госдумы используют свои полномочия для преследования инакомыслящих и политических оппонентов, нарушают свободу информации, ограничивают права человека и основные свободы граждан России.
По аналогичным основаниям, с 11 марта 2022 года находится под санкциями Великобритании. С 25 февраля 2022 года находится под санкциями Швейцарии. С 26 февраля 2022 года находится под санкциями Австралии. С 12 апреля 2022 года находится под санкциями Японии. Указом президента Украины Владимира Зеленского от 7 сентября 2022 находится под санкциями Украины. С 3 мая 2022 года находится под санкциями Новой Зеландии.

## Семья
Женат на Зое Егоровне Тумусовой, имеет сына и дочь, есть внуки.

## Научные труды
- Тумусов Ф. С. Будущее мира и России: взгляд из Саха. — М.: Мысль. 2000. — 237[1] с, [8] л. илл.
- Тумусов Ф. С. Инвестиционный потенциал региона: теория, проблемы, практика. — М., «Экономика», 1999. — 272 с.
- Федот Семёнович Тумусов. Россия начинается с семьи: семейная парадигма развития общества / Ф. С. Тумусов. — Якутск: Медиа-холдинг «Якутия», 2008. — 96 с.
- Ф. С. Тумусов. Финансы республики: от прошлого к будущему. — М., 1995 г. 272 стр.

## Награды и премии
Заслуженный работник народного хозяйства Республики Саха (Якутия), почетный строитель Российской Федерации. Награждён орденом Почёта (2016), орденом Дружбы (2025) и медалью ордена «За заслуги перед Отечеством» II степени (2014).